# Château de Chapdeuil
Le château de Chapdeuil est un château français implanté sur la commune de Chapdeuil, dans le département de la Dordogne, en région Nouvelle-Aquitaine.
Il fait l'objet d'une protection au titre des monuments historiques.

## Présentation
Le château de Chapdeuil se situe en Ribéracois, au nord-ouest du département de la Dordogne. dans le village de Chapdeuil, au nord de la route départementale 106.
C'est une propriété privée.
Le château ainsi que les douves, le pont d'accès et son pigeonnier sont inscrits au titre des monuments historiques le 29 février 1988.

## Historique
Le château de Chapdeuil est connu dès le XIIe siècle. De cette époque ne subsistent que le rez-de-chaussée du donjon et les douves.
Le donjon a été bâti au XIVe, au XVe ou au XVIe siècle. À l'ouest, la construction qui masque l'escalier extérieur permettant d'accéder aux niveaux supérieurs du donjon pourrait dater du XVIIe siècle, tout comme le logis.
Le château est partiellement démoli à la Révolution et son logis est restauré au XIXe siècle.

## Architecture
L'accès au domaine s'effectue au sud par un portail à côté duquel se trouve un pigeonnier circulaire massif.
Au-delà du portail, une allée permet d'accéder à un petit pont (qui a remplacé l'ancien pont-levis) permettant de franchir les douves.
Le château lui-même est composé au nord d'un logis rectangulaire. Il est prolongé au sud par un donjon massif défendu par un chemin de ronde posé sur mâchicoulis et flanqué de part et d'autre par deux constructions formant comme des contreforts : à l'ouest un escalier extérieur et à l'est, un pigeonnier.

## Galerie de photos

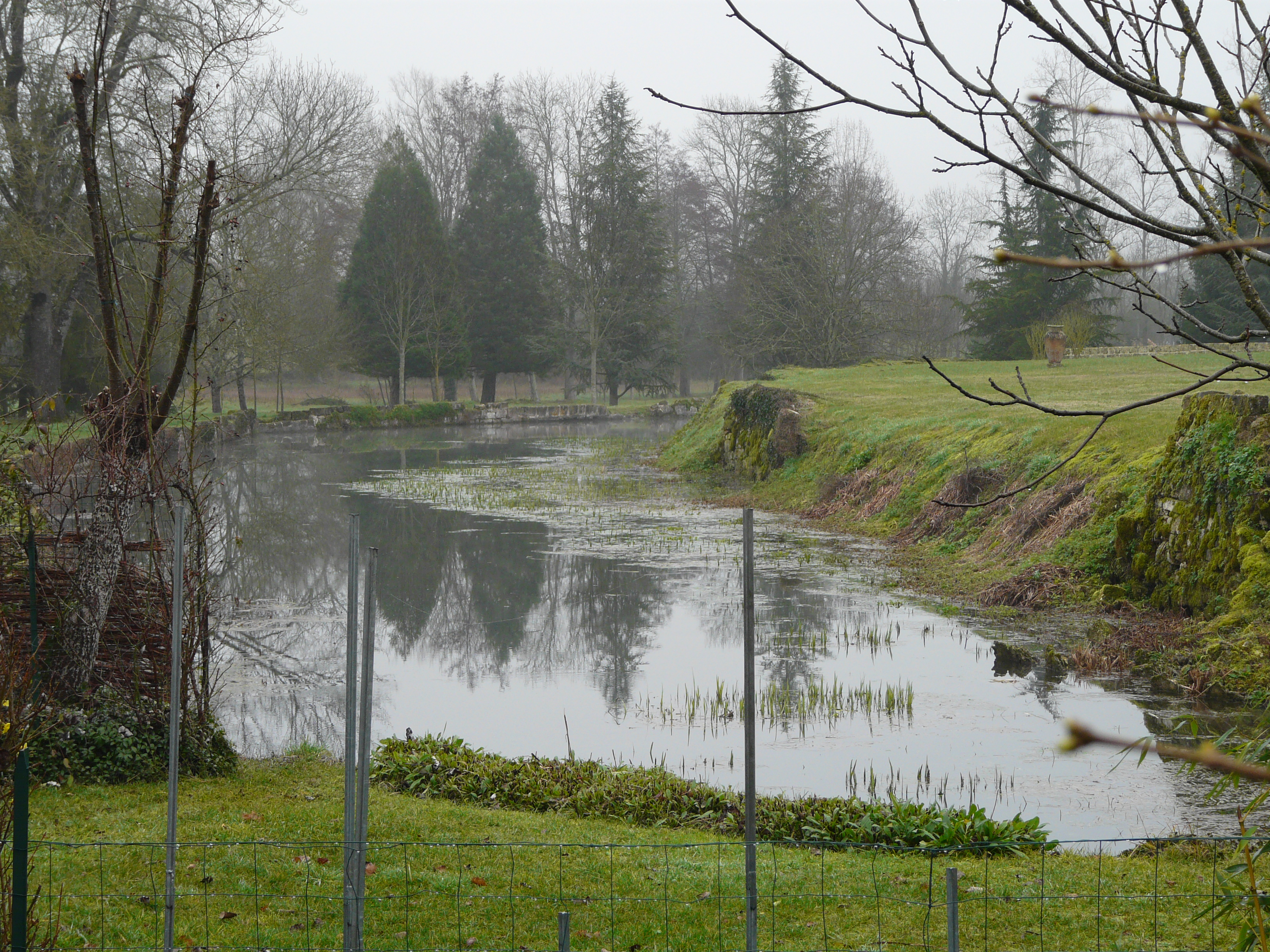
Les douves.
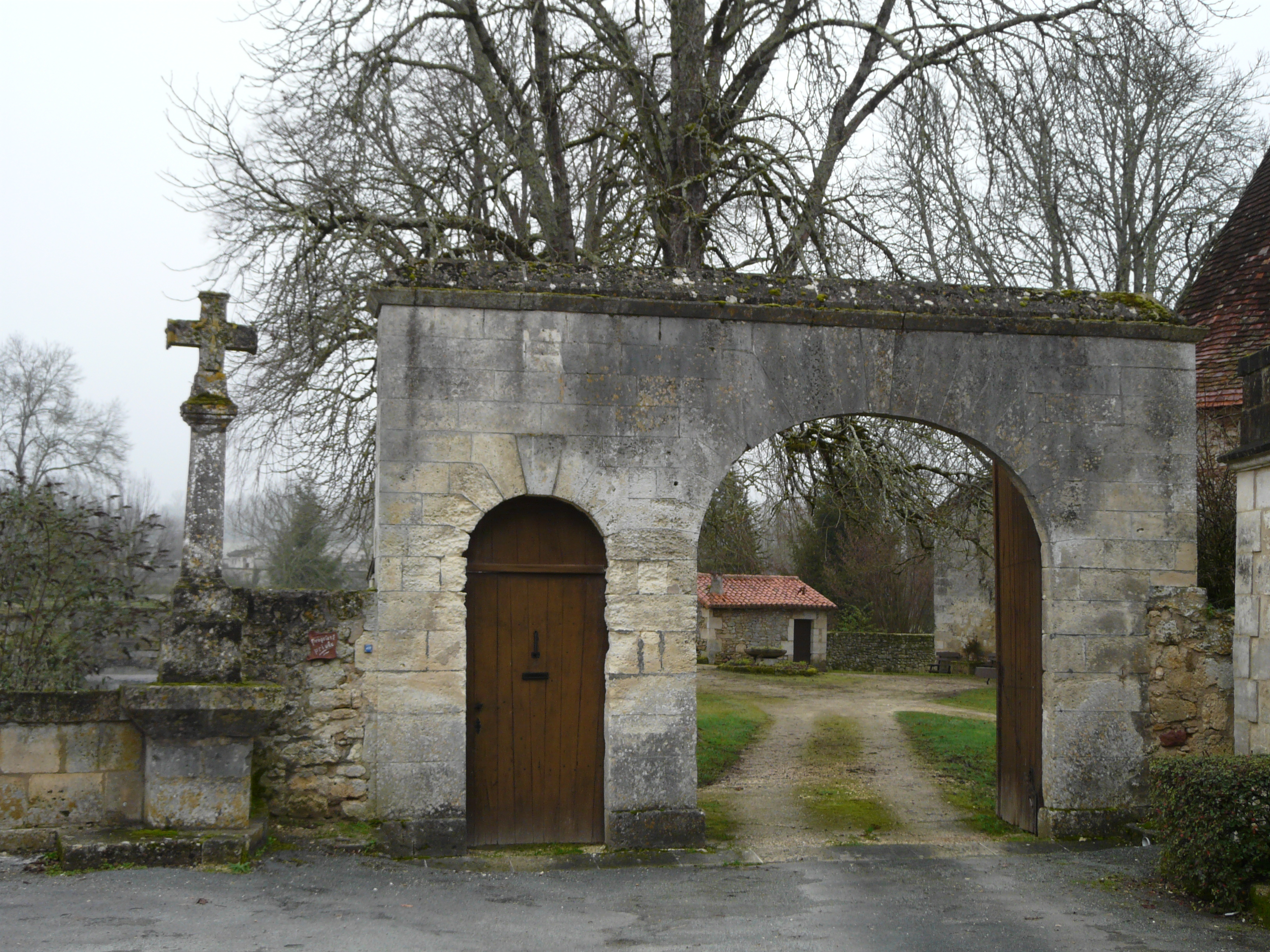
Le portail d'accès au domaine.
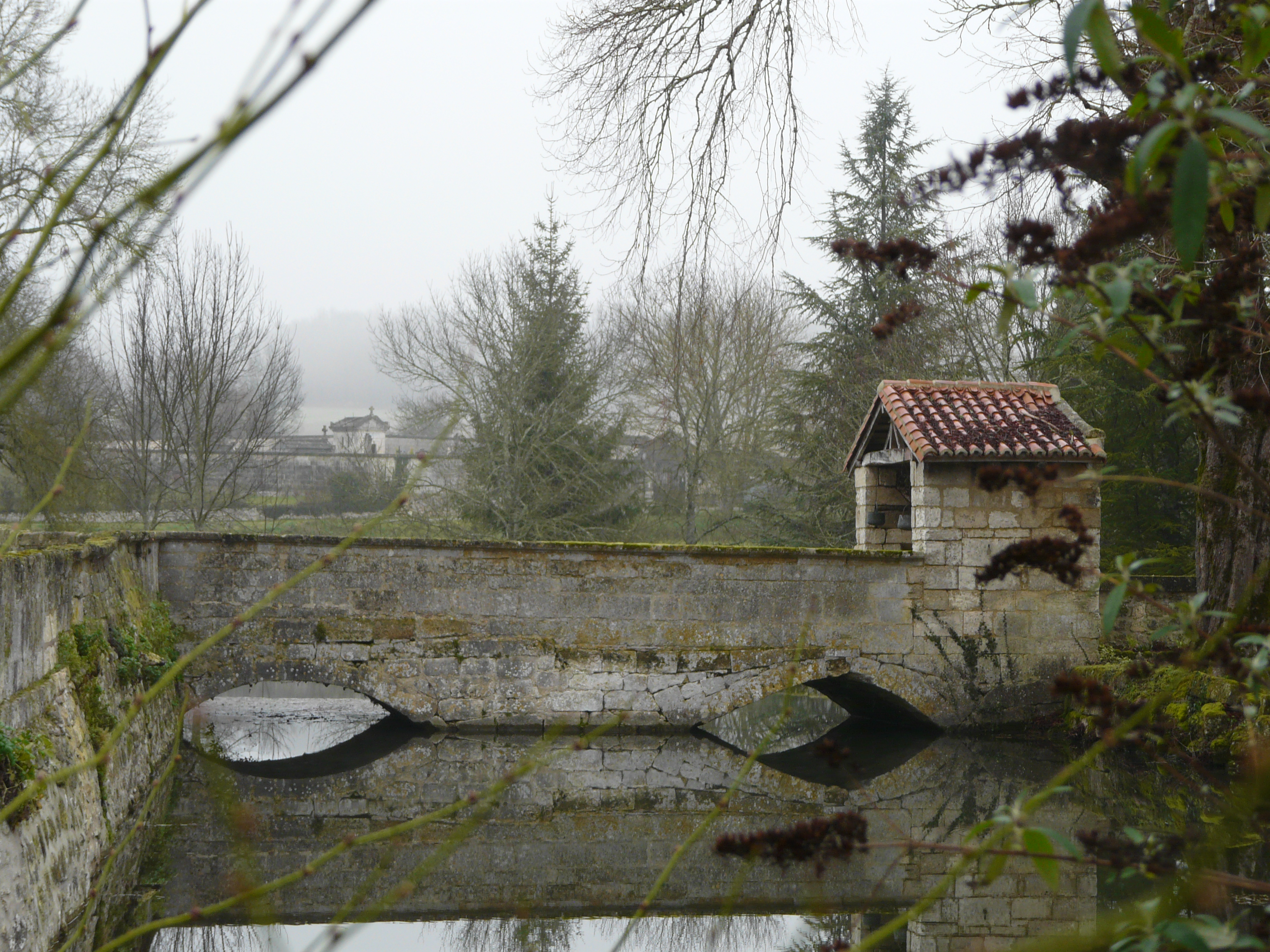
Le petit pont et son châtelet d'accès.
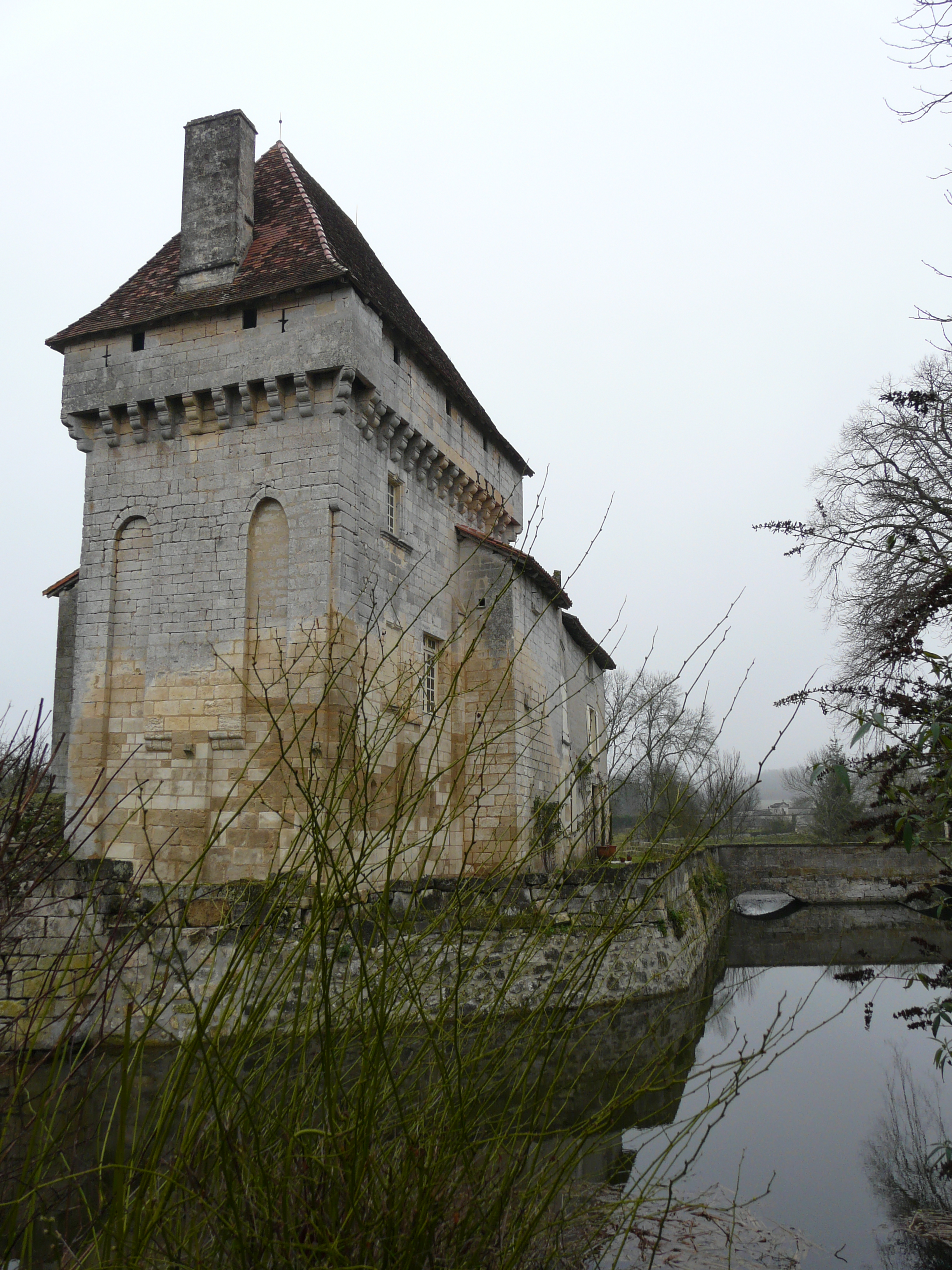
Les douves et le donjon.
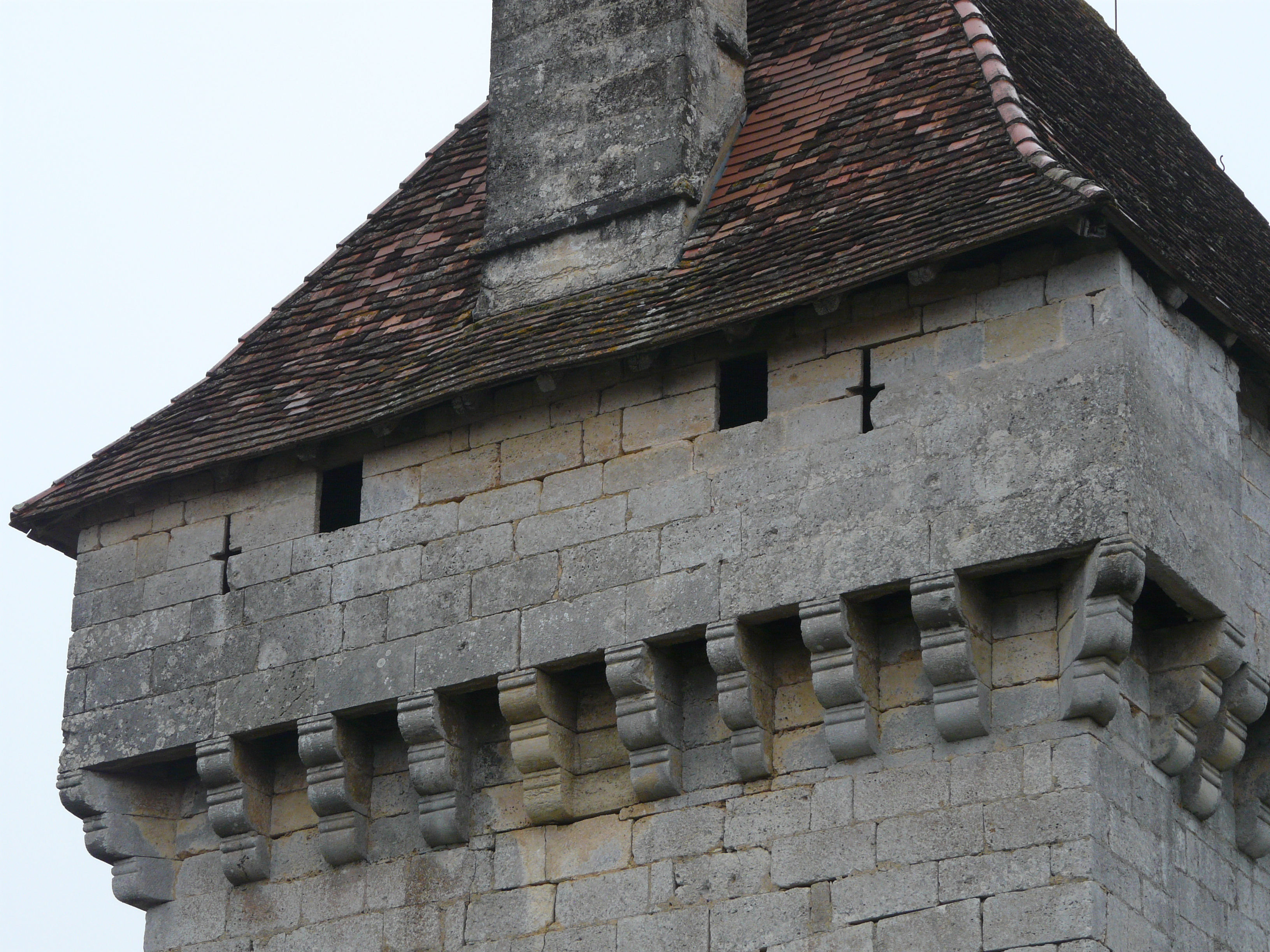
Le chemin de ronde du donjon.